# Ministerio del Poder Popular para Ciencia y Tecnología (Venezuela)
El Ministerio del Poder Popular para Ciencia y Tecnología (MINCyT) es uno de los órganos que conforman el gabinete ministerial del Poder Ejecutivo de Venezuela.

## Estrategia
El cambio de paradigma que exige actualmente la sociedad venezolana pasa por cimentar en ella una cultura de la ciencia y tecnología, donde todas las personas e instituciones trabajen en una sinergia armónica que apunte al desarrollo, actualización y potenciación de los procesos y ámbitos relacionados al proyecto nacional.
Desde el ministerio se busca cimentar un nuevo modelo de producción endógeno sobre la base de una actitud científica, popular y dinamizadora. Además, promover el fortalecimiento y la consolidación de redes científicas y populares, integrando el sistema nacional de ciencia y tecnología con el aparato productivo nacional, para así alcanzar la independencia tecnológica.
Asimismo, la democratización del conocimiento pasa por la sistematización de experiencias y la traducción del saber. Por ello, el proceso de comunalización se enfoca en las áreas priorizadas por el Consejo Científico Presidencial: biotecnología para el motor agroalimentario, innovaciones en salud pública, desarrollos tecnológicos para el motor industrial, agua para la vida y democratización de las tecnologías de información.

## Estructura
- Despacho del Viceministro o de la Viceministra para la Comunalización de la Ciencia para la Producción.
- Despacho del Viceministro o de la Viceministra de Investigación e Innovación Tecnológica
- Despacho del Viceministro o de la Viceministra para la Aplicación del Conocimiento Científico.
- Despacho del Viceministro o de la Viceministra para el Desarrollo de las Tecnologías de la Información, Telecomunicaciones, Inteligencia Artificial y Actividades Espaciales.

## Ministros
| Ministros de Ciencia y Tecnología de Venezuela |                          |             |                              |
| Orden                                          | Nombre                   | Período     | Presidente                   |
| 1                                              | Carlos Genatios          | 1999 - 2002 | Hugo Chávez                  |
| 2                                              | Nelson Merentes          | 2002 - 2003 | Hugo Chávez                  |
| 3                                              | Marlene Yadira Córdova   | 2003 - 2006 | Hugo Chávez                  |
| 4                                              | Héctor Navarro           | 2007 - 2008 | Hugo Chávez                  |
| 5                                              | Nuris Orihuela           | 2008 - 2009 | Hugo Chávez                  |
| 6                                              | Jesse Chacón             | 2009 - 2009 | Hugo Chávez                  |
| 7                                              | Ricardo Menéndez         | 2009 - 2013 | Hugo Chávez                  |
| 8                                              | Jorge Arreaza            | 2012 - 2013 | Hugo Chávez / Nicolás Maduro |
| 9                                              | Manuel Fernández         | 2013 - 2016 | Nicolás Maduro               |
| 10                                             | Jorge Arreaza            | 2016 - 2017 | Nicolás Maduro               |
| 11                                             | Hugbel Roa               | 2017 - 2019 | Nicolás Maduro               |
| 12                                             | Freddy Brito             | 2019 - 2019 | Nicolás Maduro               |
| 13                                             | Gabriela Jiménez Ramírez | 2019 - 2024 | Nicolás Maduro               |
| 14                                             | Gabriela Jiménez Ramírez | 2025 -      | Nicolás Maduro               |